# Глоговец (Болгария)
Глоговец (болг. Глоговец) — село в Болгарии. Находится в Великотырновской области, входит в общину Елена. Население составляет 17 человек (2022).

## Политическая ситуация
В местном кметстве Константин, в состав которого входит Глоговец, должность кмета (старосты) исполняет Стоян  Пенков Стоянов (Болгарская социалистическая партия (БСП)) по результатам выборов.
Кмет (мэр) общины Елена — Сашо Петков Топалов (Болгарская социалистическая партия (БСП)) по результатам выборов.